# 4944 Kozlovskij
Kozlovskij (asteróide 4944) é um asteróide da cintura principal, a 2,5645829 UA. Possui uma excentricidade de 0,0654045 e um período orbital de 1 660,29 dias (4,55 anos).
Kozlovskij tem uma velocidade orbital média de 17,98027058 km/s e uma inclinação de 4,49306º.
Este asteróide foi descoberto em 2 de Setembro de 1987 por Lyudmila Chernykh.